# 第25軍 (日本軍)
第25軍（だいにじゅうごぐん）は、大日本帝国陸軍の軍の一つ。

## 沿革
大東亜戦争（太平洋戦争）開戦前の1941年（昭和16年）7月5日に戦闘序列下令となり、大本営戦闘序列に編入された。同年11月6日南方軍戦闘序列に編入され、12月8日の開戦から翌1942年（昭和17年）1月31日にかけてのマレー作戦を担当。2月にはシンガポールの戦いで大英帝国軍を降伏に追い込んだ。

その後、1944年（昭和19年）3月22日に新設された第7方面軍戦闘序列に編入され、前年に大日本帝国の永久確保地域とされていた元オランダ植民地スマトラ島のブキティンギに根拠地を移す。本軍は終戦まで存続し任務を完遂した。

## 軍概要

### 歴代司令官
- 飯田祥二郎 中将：1941年（昭和16年）6月28日 - 1941年（昭和16年）11月6日
- 山下奉文 中将：1941年（昭和16年）11月6日 - 1942年（昭和17年）7月1日
- 斎藤弥平太 中将：1942年（昭和17年）7月1日 - 1943年（昭和18年）4月8日
- 田辺盛武 中将：1943年（昭和18年）4月8日 - 終戦

### 歴代参謀長
- 諌山春樹 少将：1941年（昭和16年）6月28日 - 1941年（昭和16年）11月6日
- 鈴木宗作 中将：1941年（昭和16年）11月6日 - 1942年（昭和17年）10月7日
- 西大条胖 少将：1942年（昭和17年）10月7日 - 1944年（昭和19年）10月14日
- 谷萩那華雄 少将：1944年（昭和19年）10月14日 - 終戦

### 歴代参謀副長
- 長勇 大佐：1941年（昭和16年）6月28日 - 1941年（昭和16年）11月6日
- 馬奈木敬信 少将：1941年（昭和16年）11月6日 - 1942年（昭和17年）7月14日
- 渡辺渡 大佐：1942年（昭和17年）7月14日 - 1943年（昭和18年）8月31日
- 岩畔豪雄 少将：1943年（昭和18年）8月31日 - 1944年（昭和19年）1月7日
- 志村文雄 大佐：1944年（昭和19年）1月7日 - 1944年（昭和19年）7月21日
- 浜田弘 少将：1944年（昭和19年）7月21日 - 終戦／（軍政監部総務部長を兼ねる）

### 司令部構成
| 太平洋戦争開戦時 - 司令官：山下奉文中将 - 参謀長：鈴木宗作中将 - 参謀副長：馬奈木敬信少将 - 高級参謀：池谷半二郎大佐 - 高級参謀：山津兵部之助大佐 - 参謀：鈴木京中佐 - 参謀：辻政信中佐 - 参謀：本郷健中佐 - 参謀：杉田一次中佐 - 参謀：解良七郎中佐 - 参謀：西岡繁中佐 - 参謀：加藤長中佐 - 参謀：堀内秀生少佐 - 参謀：加藤昌平少佐 - 参謀：外山秀雄少佐 - 参謀：国武輝人少佐 - 参謀：橋詰勇少佐 - 参謀：林忠彦少佐 - 参謀：朝枝繁春少佐 - 経理部長：谷端直主計少将 | 終戦時 - 司令官：田辺盛武中将 - 参謀長：谷萩那華雄少将 - 参謀副長：浜田弘少将 - 高級参謀：山口英治中佐 - 作戦参謀：佐伯語作中佐 - 作戦参謀：戸嶋石根中佐 - 後方参謀：砂川秀央少佐 - 後方参謀：池田弘少佐 - 軍政監部総務部長：浜田弘少将 - 高級副官：山下敏三中佐 - 兵器部長：早川方良大佐 - 経理部長：山本省三主計少将 - 軍医部長：深谷鉄夫軍医大佐 - 法務部長：時津秀男法務少佐 |
| [icon] | この節の加筆が望まれています。 |

### 所属部隊
| 太平洋戦争開戦時 - 近衛師団 - 第5師団 - 第18師団 - 第56師団 - 第3戦車団 | 終戦時 - 近衛第2師団 - 独立混成第25旅団：尾本喜三郎少将 - パレンバン防衛司令部：中島継三少将 - 高射砲第101連隊：山県諒大佐 - 高射砲第102連隊：二宮精一大佐 - 高射砲第103連隊：古荘武雄大佐 - 機関砲第101大隊：鈴浦勇少佐 - パレンバン警備隊：小林勇少佐 - パンカランブランダン防衛隊：山本道義大佐 - 高射砲第104連隊：花岡美三少佐 - 機関砲第102大隊：桜庭徹郎少佐 - 陸軍病院 - 南方第9（パレンバン）：鈴木赳夫軍医大佐 - 南方第10：伊藤半六軍医中佐 - 南方第17：尾坂政男軍医中佐 兵站部隊 - 第25軍憲兵隊：平野豊次少将 - 電信第1連隊：上田稔中佐（最終位置：パレンバン） - 第15野戦輸送司令部：折田義一大佐 - 独立自動車第57大隊 - 特設自動車第15大隊 - 第47兵站警備隊 - 第94兵站警備隊 - 第12防疫給水部：鈴木啓之軍医中佐 第25軍補給廠 - 第25軍野戦兵器廠：梅津直四郎中佐 - 第25軍野戦自動車廠：小山修三大佐 - 第25軍野戦貨物廠：河田和夫主計中佐 |